# بوب كروكر
بوب كروكر (بالإنجليزية: Bob Crocker)‏ هو مدرب هوكي جليد أمريكي، ولد في 3 أغسطس 1928 في بوسطن في الولايات المتحدة، وتوفي في 22 ديسمبر 2018.

## وصلات خارجية
- بوب كروكر على موقع EliteProspects.com (الإنجليزية)
- بوب كروكر على موقع HockeyDB.com (الإنجليزية)